# 26 Batalion Radiotechniczny
26 Batalion Radiotechniczny – jednostka wojsk radiotechnicznych Sił Zbrojnych Rzeczypospolitej Polskiej.
Sformowany wiosną 1971 przy 41 pułku lotnictwa myśliwskiego w Malborku, w 1973 roku przeniesiony do Lasowic Wielkich. W 1990 wszedł w podporządkowanie dowódcy 2 Brygady Radiotechnicznej.
W 1995 roku rozwiązano batalion. W jego miejsce utworzona została 224 kompania radiotechniczna, podporządkowana dowódcy 34 brt, później 21 brt i ostatecznie 8 batalionowi radiotechnicznemu.

## Dowódcy batalionu
Batalionem dowodzili: 
- mjr Jan Babik 1988-1996
- mjr Józef Slesar 1986-1988
- ppłk Aleksander Kłosowski 1982-1986
- ppłk Maciej Gibel 1977-1982
- ppłk Feliks Manierski 1974-1977
- mjr Leon Swatkowski 1971-1974